# Badehotellet
Badehotellet  (з дан. Приморський готель) – данський драматичний та комедійний серіал, який виходив на каналі TV 2 з 2013 року. Дія серіалу відбувається в приморському готелі в Скагерраку за10 км на південь від Скагена, сюжет побудований навколо гостей та працівників готелю. Історія починається влітку 1928 року і сезони 1-5  відповідно про літо в готелі у 1928–1932 роках. Сезони 6-7 показують готель влітку 1939–1940 років. У 2016, 2017, 2018 та 2019 роках серіал був найбільш популярним на данському телебаченні.  

## У ролях
| Актор                | Герой                          |
| -------------------- | ------------------------------ |
| Розалінде Містер     | Покоївка Фі                    |
| Мортен Хеммінсен     | Мортен Еневольдсен             |
| Боділь Йоргенсен     | Власниця готелю Моллі Андерсен |
| Амалія Доллерап      | Аманда Мадсен / Берггрен       |
| Ларс Ранте           | Торговець Георг Мадсен         |
| Енн Луїза Хассінг    | Тереза Мадсен                  |
| Єнс Якоб Тихсен      | Актор Едвард Вейс              |
| Bjarne Henriksen     | Отто Фріг                      |
| Анетта Ствевельбек   | Аліса Фріг                     |
| Бірте Нойман         | Місіс Фельдсо                  |
| Соня Оппенгаген      | Лідія Веттерстрем              |
| Пітер Гессе Овергард | Менеджер Hjalmar Aurland       |
| Сесілі Стенспіль     | Хелен Аурленд / Вейс           |
| Merete Mærkedahl     | Покоївка Отілія                |
| Улла Вейбі           | Покоївка Едіт                  |
| Ena Spottag          | Кухарка Марта                  |